# Tony Smith
Tony Lee Smith (ur. 25 grudnia 1961 w Christchurch) – nowozelandzki łyżwiarz szybki, specjalizujący się w short tracku, olimpijczyk.
Dwukrotnie wystąpił w zimowych igrzyskach olimpijskich. W Albertville, w debiucie short tracku na tej imprezie, wraz z Michaelem McMillenem oraz braćmi Andrew i Chrisem Nicholsonami zajął czwarte miejsce w sztafecie 5000 m. W 1994 roku był chorążym nowozelandzkiej reprezentacji, a złożona z tych samych zawodników drużyna nie awansując do finału zajęła ostatecznie ósme miejsce.
W sezonie 1990/1991 bez sukcesów startował w Pucharze Świata w łyżwiarstwie szybkim.